# Altice Arena
De Altice Arena (eerder bekend als Pavilhão Atlântico en MEO Arena) is een multifunctionele arena in de Portugese stad Lissabon. De capaciteit bedraagt 20.000 toeschouwers en de arena is oorspronkelijk gebouwd voor de Expo '98.

## Geschiedenis
De eerste plannen voor een multifunctionele arena in Lissabon begonnen al bij de eerste gesprekken over de Expo '98. Voor die tijd waren grote concerten, sportevenementen en congressen niet mogelijk in de stad. Bestaande gebouwen in Portugal konden maar maximaal 4.000 toeschouwers aan. Ook technische voorzieningen voor bijvoorbeeld live-uitzendingen op televisie waren niet aanwezig.
Door de directe ligging in de buurt van het Gare do Oriente en de aanwezigheid van diverse snelwegen kan de arena toeschouwers uit het hele land ontvangen. Tijdens Expo '98 droeg het gebouw de naam Pavilion of Utopia en vertoonde het Oceans and Utopias.

### Ontwerp
Het gebouw is ontworpen door de Portugese architect Regino Cruz die eerder al diverse gebouwen voor de overheid en bedrijven ontwierp. Hij werkte samen met Skidmore, Owings and Merrill. De vorm van de arena doet denken aan een grote vliegende schotel of degenkrab.

## Evenementen
Muziek
- Concert van Madonna in 2004 als onderdeel van de Re-Invention Tour
- Concert van Green Day op 28 september 2009 als onderdeel van de 21st Century Breakdown World Tour
- Concert van Muse op 29 november 2009 als onderdeel van de The Resistance Tour
- Concert van Shakira op 21 november 2010 als onderdeel van de The Sun Comes Out World Tour
- Concert van Lady Gaga op 10 december 2010 als onderdeel van de The Monster Ball Tour
- Concert van Britney Spears op 9 november 2011 als onderdeel van de Femme Fatale Tour
- Concert van Rihanna op 17 december 2011 als onderdeel van de Loud Tour
- Concert van 30 Seconds to Mars als onderdeel van de Into the Wild Tour
- Concert van Adele op 21 en 22 mei 2016 als onderdeel van Adele Live 2016
- Eurovisiesongfestival 2018 (8, 10 en 12 mei 2018)

Sport
- Tennis Masters Cup 2000
- Wereldkampioenschappen indooratletiek 2001 (6-8 maart)
- Wereldkampioenschap handbal mannen 2003
- Europese kampioenschappen judo 2008
- Europese kampioenschappen tafeltennis 2014
- Europese kampioenschappen judo 2021